# Placonotus nitens
Placonotus nitens är en skalbaggsart som först beskrevs av Leconte 1854.  Placonotus nitens ingår i släktet Placonotus och familjen ritsplattbaggar. Inga underarter finns listade i Catalogue of Life.